# Wallen van Retranchement

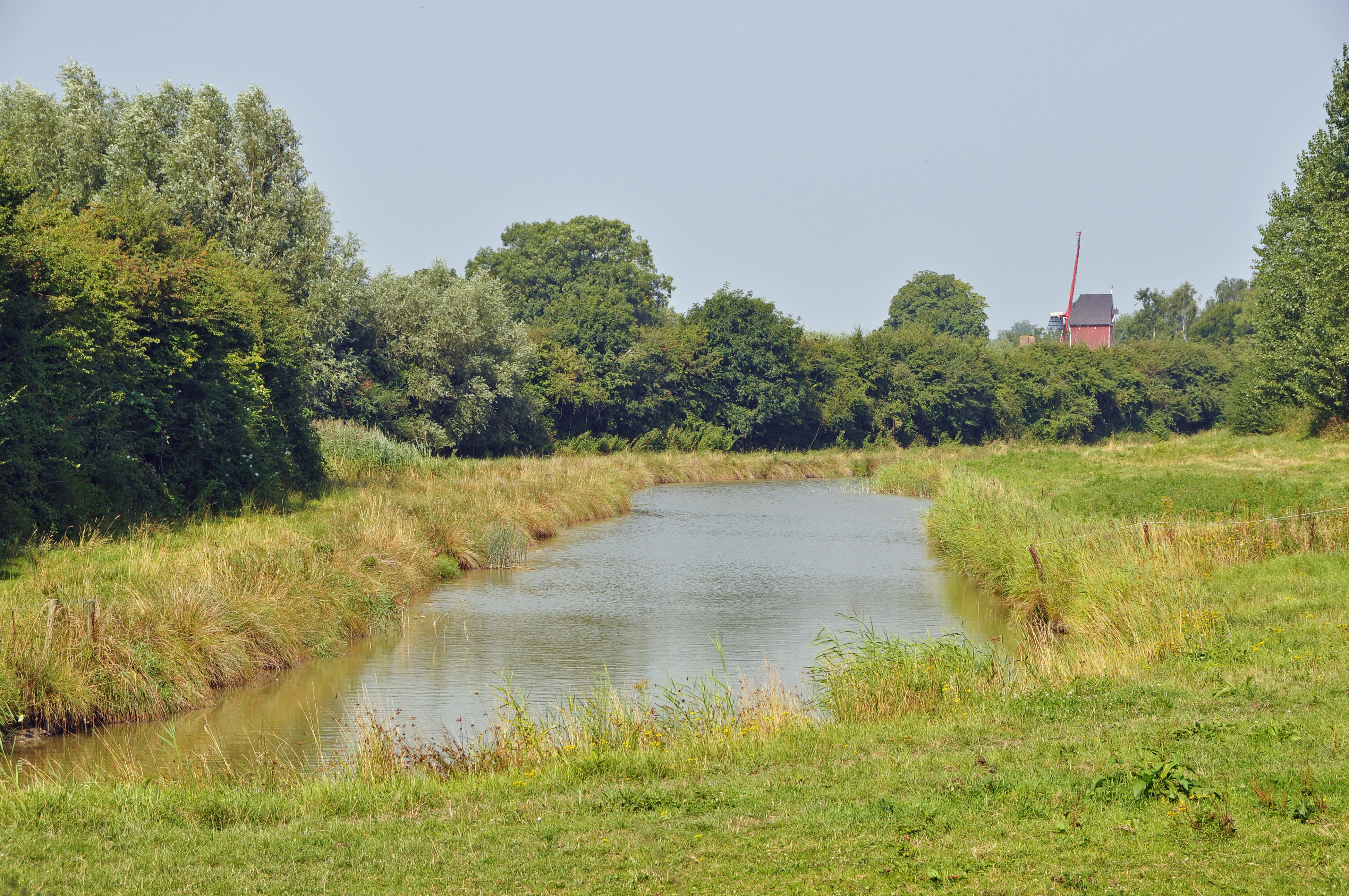
wallen van Retranchement

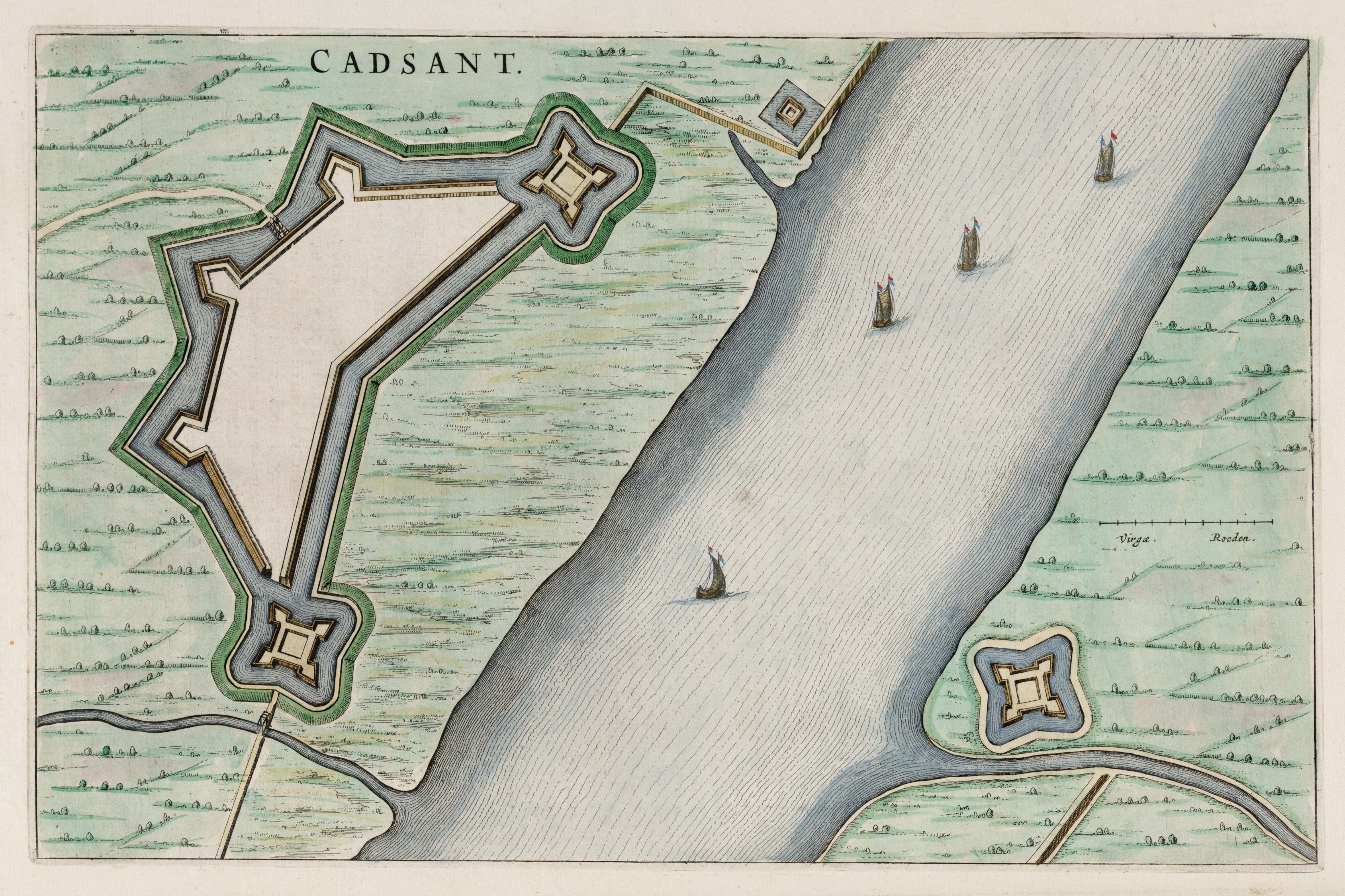
Situatie in de 17e eeuw, het zuiden is hier boven. Fort Berchem is zuidelijk gelegen van Retranchement.

De Wallen van Retranchement of Retranchement Cadsandria vormen een cultuurhistorisch monument en natuurgebied dat het dorp Retranchement, in de Nederlandse provincie Zeeland, omgeeft.
De wallen werden in 1604 aangelegd in opdracht van Prins Maurits en maakten deel uit van de Staats-Spaanse Linies. Ze beschermden het Zwin, maar een deel van de versterking verdween als gevolg van de Stormvloed van 1682.
Tegenwoordig vormen de Wallen een natuurgebied van 27 hectare, dat eigendom is van de Stichting Het Zeeuwse Landschap. Het is een kleinschalig gebied waar allerlei knotbomen, meidoornhagen, poeltjes en dijken te vinden zijn. Dit zorgt voor een gevarieerde plantengroei. In 1999 werden 293 soorten hogere planten gevonden. Vooral de vindplaatsen van zeldzame klaversoorten als kleine rupsklaver, ruwe klaver, gestreepte klaver en onderaardse klaver zijn uniek. Ook de steenuil broedt er, terwijl de wallen een leefgebied vormen voor de boomkikker.